# Qal'eh-ye Khavaje
Qal'eh-ye Khavaje (farsi قلعه خواجه) è il capoluogo dello shahrestān di Andika, circoscrizione Centrale, nella provincia del Khūzestān.